# Ngôi nhà nhỏ trên thảo nguyên (phim truyền hình)
Ngôi nhà nhỏ trên thảo nguyên (tiếng Anh: Little House on the Prairie) là một phim truyền hình do Michael Landon tổng đạo diễn, được xuất phẩm trong giai đoạn 1974—1983 trên sóng NBC.

## Lịch sử
Thập niên 1970, hoàn cầu bước vào giai đoạn hậu cách mạng công nghiệp, truyền thông đại chúng và văn nghệ bắt đầu cảm thấy những bất ổn trong tâm lý xã hội nhưng chưa đủ phương pháp tiếp cận và mô tả. Đặc biệt, khi xu thế Chiến tranh Lạnh đã chuyển biến mãnh liệt từ xung đột bằng võ khí sang làm băng hoại dần các giá trị đạo đức xã hội, mà trên nhất là từ gia đình và các mối quan hệ bằng hữu. Ngay tại Bắc Mỹ, xứ sở được mệnh danh tự do và bao dung nhất thế giới bấy giờ, Chiến tranh Việt Nam đã theo các quân nhân về Mỹ để trở thành một hội chứng công phá nền tảng chính trị văn hóa cố hữu, khiến giới trẻ mất tin tưởng vào cuộc sống. Những người Mỹ sinh sau Đệ Nhị thế chiến từ chỗ chạy theo các trào lưu beatlemania, hippie cuồng loạn tới chóng sa vào tệ nạn ma túy, băng đảng, khiến cho tiêu chuẩn gia đình kiểu Mỹ mục ruỗng tận gốc.
Thời điểm đó, nhà chế tác truyền hình Edwin "Ed" Samson Friendly Jr (nghệ danh Ed Friendly) đau đáu thực hiện một bộ phim thể hiện chân thực nhất bản chất xã hội Mỹ đương thời, chí ít về khía cạnh tâm lý. Theo sự gợi ý của phu nhân (Natalie Brooks Coulson) và con gái nhỏ (Brooke Friendly), ông bèn thử đọc trứ tác Ngôi nhà nhỏ của bà Laura Ingalls Wilder, một trong những ấn phẩm bán chạy nhất ở thập niên 1930 - thời kì nước Mỹ tang thương vì cuộc đại tiêu điều. Sau thời gian khá ngắn đắn đo, ông quyết định tiến hành chuyển thể tác phẩm này thành phim truyền hình.
Cũng giai đoạn này, kĩ thuật truyền hình thế giới còn rất sơ khai. Việc chế tác mỗi cuốn phim truyền hình thường rất tốn kém so với phim điện ảnh, trong khi lợi nhuận hầu như bằng 0. Do vậy, để tiết kiệm tối đa kinh phí nhân lực, các hãng sản xuất thường chọn bối cảnh hẹp, tuyến truyện giản đơn và ít tài tử, cho nên phim truyền hình thời này chỉ được gọi là drama (kịch). Tuy nhiên, sau khi cân nhắc các ý tưởng nghệ thuật và dự trù những rủi ro có thể phát sinh, tổng giám chế Ed Friendly vẫn quyết tâm thực hiện.
Ông khẩn khoản mời nam minh tinh truyền hình Michael Landon vào vị trí đạo diễn. Thời này ông Michael Landon đã có chút tiếng tăm sau loạt phim Bonanza, nhưng muốn thử sức ở cương vị đạo diễn để dễ dàng thực thi ý tưởng nghệ thuật thay vì răm rắp vâng lời nhà làm phim khác. Sau một hồi suy xét, Michael Landon cũng chấp thuận, nhưng yêu cầu Ed Friendly để mình thủ vai chính (Charles Ingalls). Đáp lại, ông Ed Friendly hoàn toàn tán thành.
Để tiết kiệm nguồn kinh phí ban đầu, nhà sản xuất phải tiến hành tuyển trạch diễn viên rất kĩ lưỡng, mà đạo diễn Michael Landon làm giám khảo chính, nhằm có dàn tài tử chấp nhận lương thấp và chỉ tập trung diễn thay vì mặc cả như các minh tinh Hollywood đương thời thường thích thể hiện. Phim được bấm máy theo hình thức cuốn chiếu (chế tác tới đâu phát hành tới đấy) để thăm dò thị hiếu công chúng. Hai tập đầu bắt đầu lên sóng truyền hình NBC ngày 30 tháng 03 năm 1974 để chờ loạt phản hồi của khán giả. Sau khi nhận thấy những hiệu ứng tích cực, nhà sản xuất mới quyết định chiếu những tập tiếp từ ngày 11 tháng 09 cùng năm, và cứ thế kéo dài tới đầu năm 1983 - tức là cả thảy được những 9 năm ròng.
Bộ phim không giản dị chỉ là gây nguồn lợi nhuận phi thường cho nhà chế tác và kênh NBC mà trở thành hiện tượng giải trí chấn động xã hội Mỹ ba thập niên cuối thế kỷ XX, kéo theo sự tiến hóa mãnh liệt phong cách chế tác phim truyền hình thế giới. Phim cũng được coi như "liều thuốc" hữu hiệu nhất trấn an những vết thương tinh thần trong xã hội Mỹ từ sau Đệ Nhị thế chiến, và là chương trình truyền hình được người Mỹ mong chờ nhất hàng ngày ở suốt giai đoạn cuối thế kỷ XX.

## Nội dung
- Phần 1 : 001 ⇀ 002

Trong thời kì Tây tiến, vùng Big Woods (Wisconsin) ngày càng chật như nêm vì đất không đủ chứa người mới sinh và người từ miền Đông tới. Năm 1869, anh thợ săn Charles Ingalls cực chẳng đã đành chia tay cha mẹ và anh chị em để dắt vợ con đi sang Viễn Tây với hi vọng tìm được đất đủ rộng để canh tác.
Hành trình đi tìm miền đất hứa rất gian khổ, nhưng rốt cuộc gia đình Ingalls cũng tới được Kansas, cắm mốc mang tên mình tại phần đất đã được chính phủ cấp phép. Tại đây, cô bé Carrie Ingalls cất tiếng khóc chào đời.
Mà rồi chẳng bao lâu, những người da đỏ đói khát đã tới làm phiền, dù vậy nhà Ingalls chóng giao hòa được với họ. Vị tân tù trưởng tới thông báo rằng, gia đình Ingalls phải rời đi vì cắm mốc "nhầm chỗ". Bộ lạc đã được chính phủ Hoa Kỳ nhượng lại khu vực này để họ ngưng quấy tuyến thiết lộ Đông-Tây đang xây dựng.
Tuy rằng phải bỏ cơ nghiệp cùng mùa ngô hứa hẹn bội thu, nhưng nhà Ingalls không còn chọn lựa khả dĩ hơn. Bù lại, họ nhận được tình cảm quý mến của vị tù trưởng trẻ tuổi và bác thợ rừng Isaiah Edwards.
- Phần 2 : 003 ⇀ 088

Sau thời gian rất dài lang bạt kì hồ, mãi tới năm 1874, gia đình Ingalls mới tậu được thửa đất rất đẹp ven một con lạch gần thị trấn Walnut Grove (Minnesota). Họ bắt đầu làm quen với những người láng giềng mới và tiến hành gầy dựng lại cơ nghiệp. Hàng xóm có người định cư tại đây mấy chục năm, cũng có người chỉ mới chân ướt chân ráo tới, kẻ xấu người tốt đủ cả nhưng đem lại bao rắc rối cho vùng quê mới.
Chị em Mary và Laura lại cặm cụi cắp sách tới trường như thời ở Big Woods, trong khi gia cảnh vẫn chưa cải thiện là bao. Nhưng trong bộn bề khó khăn vẫn đây đó có tình gia đình, nghĩa láng giềng. Thế giới thảo nguyên thơ mộng vẫn lộng lẫy đợi họ khám phá.
- Phần 3 : 089 ⇀ 160

Gia đình Ingalls nhận nuôi cậu bé Albert Quinn và có thêm em Grace Ingalls, sau đó lại nhận thêm anh em James và Cassandra Cooper.
Ở tuổi dậy thì, cô bé Mary bị mù vì di chứng tinh hồng nhiệt. Cô phải gác mọi ước mơ cao sang và bỏ cả thành tích học tập rạng ngời để vào trường khiếm thị, những tưởng cuộc đời đã kết thúc. Tại đây, Mary gặp rồi kết hôn với thầy giáo mù Adam Kendall.
Còn Laura cũng ngày càng nhổ giò, không còn tinh nghịch và lười học như xưa nữa. Cô thầm yêu chàng nài ngựa Almanzo Wilder, hơn cô rất nhiều tuổi và là em cô giáo Laura. Họ từ chỗ hờ hững tới cảm mến nhau, rồi kết hôn. Laura kế nhiệm chị dâu để dạy trường Walnut Grove.
- Phần 4 : 161 ⇀ 202

Bà Harriet nhận nuôi cô bé mồ côi Nancy Oleson, kẻ có tính cách rất ngỗ ngược. Tuyến truyện hầu như tập trung vào đôi nhân vật Jenny Wilder và Nancy Oleson.
- Phần 5 : 203 ⇀ 204

Theo gợi ý của cô giáo Laura Ingalls Wilder, người dân Walnut Grove tiến hành phá sập toàn thị trấn để trả đũa việc chính phủ cưỡng bách thu hồi đất làm quân khu.
| “     | Giá bây giờ có cuốn nhật kí, tôi sẽ ghi lại cái khoảnh khắc gia đình tới Plum Creek, và được ngắm ngôi nhà trên thửa đất. Tôi nhớ như in cha và bác Hanson vừa đi vừa hàn huyên, còn chị em tôi cứ thắc mắc là truyện gì (If I had a remembrance book, I would surely write about the day we came to Plum Creek and first saw the house in the ground. I can remember Pa and Mr. Hanson and how they walked and looked and talked and how we wondered what they said). | ” |
| — Tựa | |   |

## Kĩ thuật
Bộ phim được thực hiện chủ yếu tại Old Tucson Studios (Arizona), thường được ví là nốt thăng cuối cùng trong lịch sử phim trường này trước khi dòng phim Viễn Tây mất hẳn thị phần. Tổng đạo diễn Michael Landon đã rắp tâm biến trường quay thành không gian đậm chất gia đình để dàn diễn viên đông đảo cảm thấy gần gũi nhau và nỗ lực hoàn thành trách nhiệm hơn.

### Sản xuất
- Biên kịch : Blanche Hanalis[6][7], Michael Landon, Don Balluck, John T. Dugan, Arthur Heinemann, Arthur Heinemann, John Hawkins, Carole Raschella, Michael Raschella, B. W. Sandefur, Chris Abbott, Vince Gutierrez, Ward Hawkins, Paul W. Cooper, Harold Swanton, Gerry Day, Dale Eunson, Tony Kayden, Joseph Bonaduce, Juanita Bartlett, Hindi Brooks, John Meston, Preston Wood, Lawrence Konner, Del Reisman, Paul Wolff, Jeri Taylor, Joel Murcott, William Putman, Jean Rouverol, Michael Russnow, Ann Beckett, Rocci Chatfield, Ray Goldrup, William Keys, Byron Twiggs, Ernie Durham, John V. Hanrahan, Robert Vincent Wright, Bradley Berwick, Ray Berwick, Ron Chiniquy, Robert Janes, Richalene Kelsay, Robert F. Metzler, Scott Swanton, Kenneth Hunter, Larry Bischof, Kathleen McGhee-Anderson, Pamela Balluck, Peter Dixon, Larry Jensen, Duke Sandefur, Ernie Wallengren, Ande Lamb
- Tuyển trạch : Susan McCray, Edward R. Morse
- Điều phối : Walter M. Jefferies, Trevor Williams, George Renne
- Trang trí : Donald E. Webb, Dennis W. Peeples, Morris Hoffman, Sam Gross, John M. Dwyer

### Diễn xuất
Chính
- Michael Landon as Charles Phillip Ingalls (seasons 1–8, guest in 9, two post-series movies)
- Karen Grassle as Caroline Quiner Ingalls (seasons 1–8, one post-series movie)
- Melissa Gilbert as Laura Ingalls Wilder (seasons 1–9, three post-series movies)
- Melissa Sue Anderson as Mary Ingalls Kendall (seasons 1–7, guest in 8)
- Lindsay and Sidney Greenbush as Carrie Ingalls (seasons 1–8)
- Matthew Labyorteaux as Albert Quinn Ingalls (seasons 5–8, guest in 9, one post-series movie)
- Richard Bull as Nels Oleson (seasons 1–9, three post-series movies)
- Katherine MacGregor as Harriet Oleson (seasons 1–9)
- Alison Arngrim as Nellie Oleson Dalton (seasons 1–7, guest in 9)
- Jonathan Gilbert as Willie Oleson (seasons 1–9, two post-series movies)
- Victor French as Mr. Edwards (seasons 1–3, guest in 6, 8–9, three post-series movies)
- Bonnie Bartlett as Grace Snider Edwards (seasons 1–3, guest in 6)
- Kevin Hagen as Dr. Hiram Baker (seasons 1–9, three post-series movies)
- Dabbs Greer as Rev. Robert Alden (seasons 1–9, two post-series movies)
- Charlotte Stewart as Eva Beadle Simms (seasons 1–4)
- Karl Swenson as Lars Hanson (seasons 1–5)
- Radames Pera as John (Sanderson, Jr.) Edwards (seasons 2-4)
- Brian Part as Carl (Sanderson) Edwards (seasons 2-3)
- Kyle Richards as Alicia (Sanderson) Edwards (seasons 2–3, guest in 6, 8)
- Merlin Olsen as Jonathan Garvey (seasons 4–7)
- Hersha Parady as Alice Garvey (seasons 4–6)
- Patrick Labyorteaux as Andrew "Andy" Garvey (seasons 4–7)
- Linwood Boomer as Adam Kendall (seasons 4–7, guest in 8)
- Ketty Lester as Hester-Sue Terhune (seasons 5–9)
- Wendi-Brenda Turnbaugh as Grace Ingalls (seasons 5–8)
- Queenie Smith as Mrs. Amanda 'May' Whipple (seasons 1-4)
- Dean Butler as Almanzo Wilder (seasons 6–9, three post series movies)
- Lucy Lee Flippin as Eliza Jane Wilder (season 6, guest in 7 and 8 )
- Steve Tracy as Percival Dalton (season 6 and 7)
- Jason Bateman as James (Cooper) Ingalls (seasons 7 and 8)
- Melissa Francis as Cassandra (Cooper) Ingalls (seasons 7 and 8)
- Allison Balson as Nancy Oleson (seasons 8 and 9, three post-series movies)
- Shannen Doherty as Jenny Wilder (season 9, three post-series movies)
- Stan Ivar as John Carter (season 9)
- David Friedman as Jason Carter (season 9)
- Lindsay Kennedy as Jeb Carter (season 9)
- Pamela Roylance as Sarah Reed Carter (season 9)

Phụ
- Willie Aames (episode 3.15)
- Anne Archer (episode 1.17)
- Lew Ayres (episode 9.3)
- Hermione Baddeley (3 episodes)
- Jonathan Banks (episode 6.16)
- Billy Barty (2 episodes)
- Richard Basehart (episode 2.17)
- Ralph Bellamy (episode 9.12)
- Ken Berry (episode 6.5)
- Peter Billingsley (episode 8.12)
- John Bleifer (episode 5.15)
- Dirk Blocker (episode 1.9)
- Ray Bolger (episodes 5.5 and 5.17)
- Ernest Borgnine (episode 1.13/14)
- Christopher Bowman (episodes 5.9, 5.18)
- Todd Bridges (episode 3.18)
- Red Buttons (episode 1.19)
- Johnny Cash & June Carter Cash (episode 3.1)
- Charles Cioffi (episode 5.22)
- Michael Conrad (episode 4.8)
- Keith Coogan (episode 7.15)
- Johnny Crawford (episode 3.10)
- James Cromwell (episode 7.1)
- Richard Farnsworth (episode 3.13)
- David Faustino (episode 7.5)
- Gil Gerard (episode 4.4)
- Louis Gossett Jr. (episode 2.18)
- Moses Gunn as Joe Kagan (5 episodes)
- Jerry Hardin (episode 5.23)
- Melora Hardin (episodes 8.1/2)
- Mariette Hartley (episode 2.19)
- John Hillerman (episode 5.8)
- Rance Howard (episode 3.13)
- Ernie Hudson (episode 8.8)
- Rick Hurst (episode 1.3)
- John Ireland (episodes 3.4 and 5.3)
- Burl Ives (episode 3.10)
- Richard Jaeckel (episodes 2.18, 7.17/18)
- Jack Kruschen (episode 8.6)
- Katy Kurtzman (episodes 3.19, 4.16)
- Charles Lane (episode 9.3)
- Sheila Larken (episode 9.13)
- Robert Loggia (episode 9.4)
- Mike Lookinland (episode 4.4)
- Chuck McCann (episode 1.11)
- Vera Miles (episode 9.19)
- Richard Mulligan (episode 2.21)
- Patricia Neal (episode 2.7)
- James Olson (episode 6.10)
- Sean Penn (uncredited student extra)
- Eddie Quillan (7 episodes)
- Ford Rainey (episodes 2.2, 4.21)
- Anne Ramsey (episode 5.1)
- Nick Ramus (episode 4.13)
- Kim Richards (episode 1.7)
- Kathryn Leigh Scott (episode 5.16)
- James B. Sikking (episode 3.17)
- Raymond St. Jacques (episode 4.10)
- Jan Sterling (episode 3.6)
- Madeleine Stowe (episode 7.6)
- Robert Torti (episode 8.6)
- Mitch Vogel (episodes 1.5, 1.23)
- M. Emmet Walsh (episode 8.8)[8]
- Ray Walston (episode 6.9)
- Collin Wilcox (episode 4.7)
- Harris Yulin (episode 1.20)
- Michael Landon Jr. (episode 3.20)
- Leslie Landon (4 guest episodes, Season 9 as a regular)
- Shawna Landon (Little House Years / episode 9.15; both uncredited)

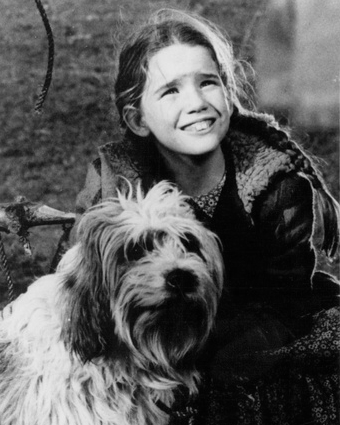
Tuyến truyện hầu hết theo dòng hồi tưởng của cô bé Laura Ingalls (Melissa Gilbert)
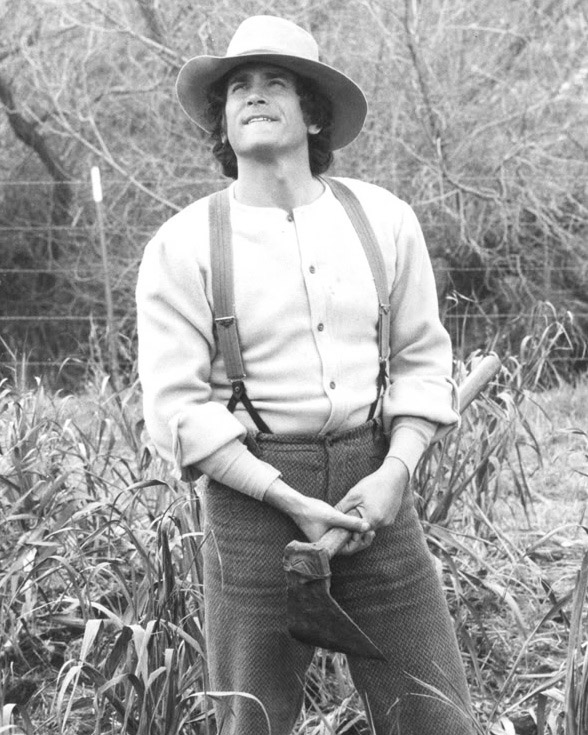
Ông Charles Ingalls (Michael Landon) luôn là nhân vật có vị thế cởi nút thắt ở đa số tập phim
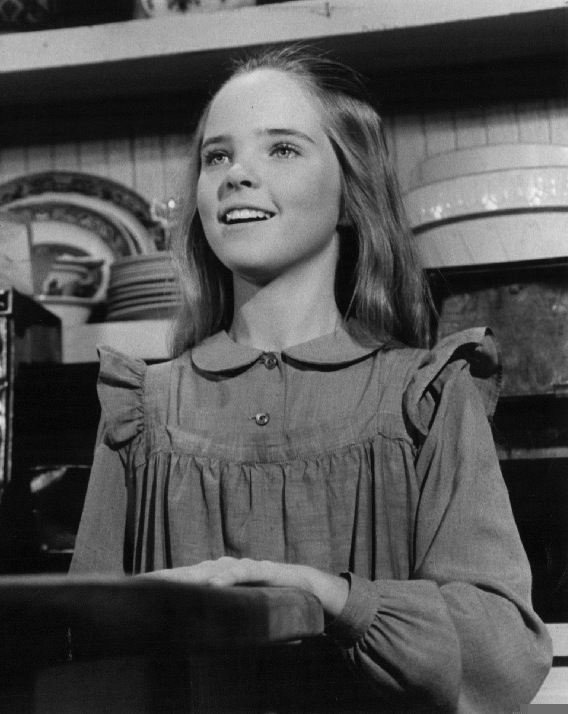
Vai Mary Ingalls khiến Melissa Sue Anderson trở thành bậc thầy ở dạng vai người mù, hầu như tài tử điện ảnh Mỹ nào cũng coi là đáng tham khảo nhất
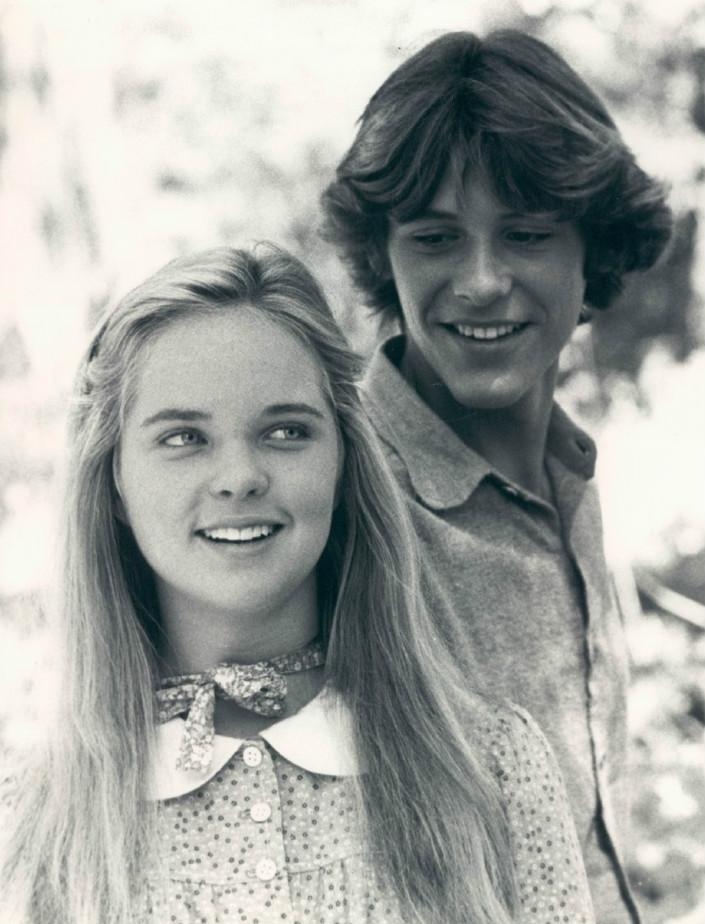
Mary Ingalls (Melissa Sue Anderson) và John Sanders-Edwards (Radames Pera), ngày 16 tháng 12 năm 1976
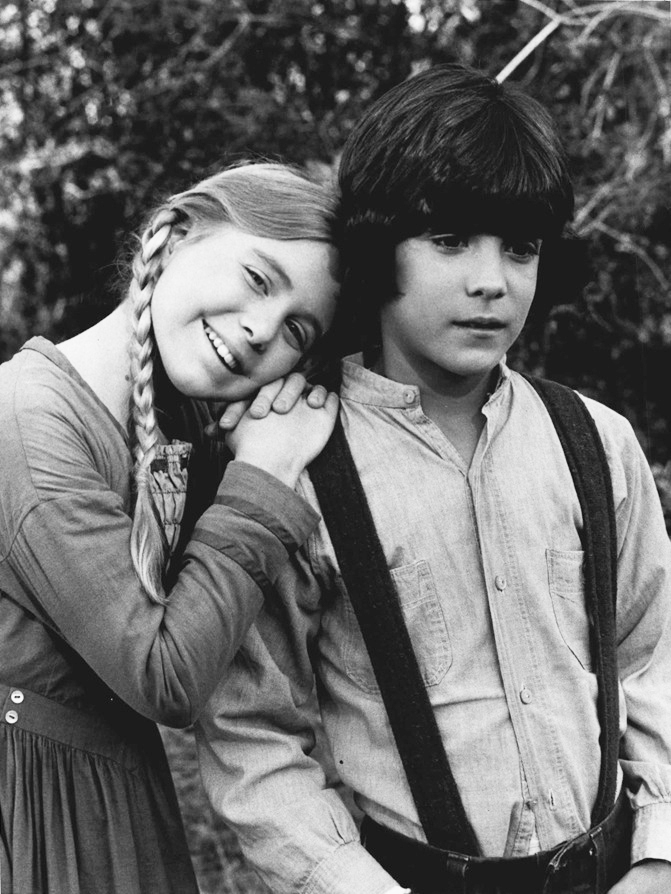
Đôi tài tử nhí Katy Kurtzman và Matthew Laborteaux năm 1977, vai ông bà Ingalls thời thơ ấu
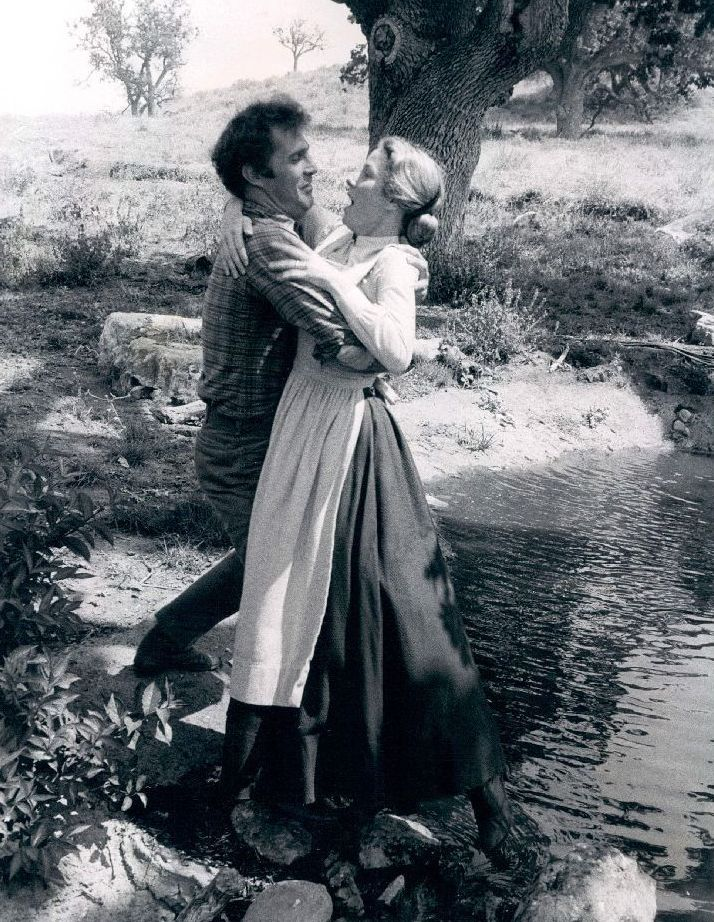
Gil Gerard và Karen Grassle trong một cảnh quay năm 1977, đây là tập gây tranh cãi nhất trong loạt phim

## Phong hóa

### Hậu trường

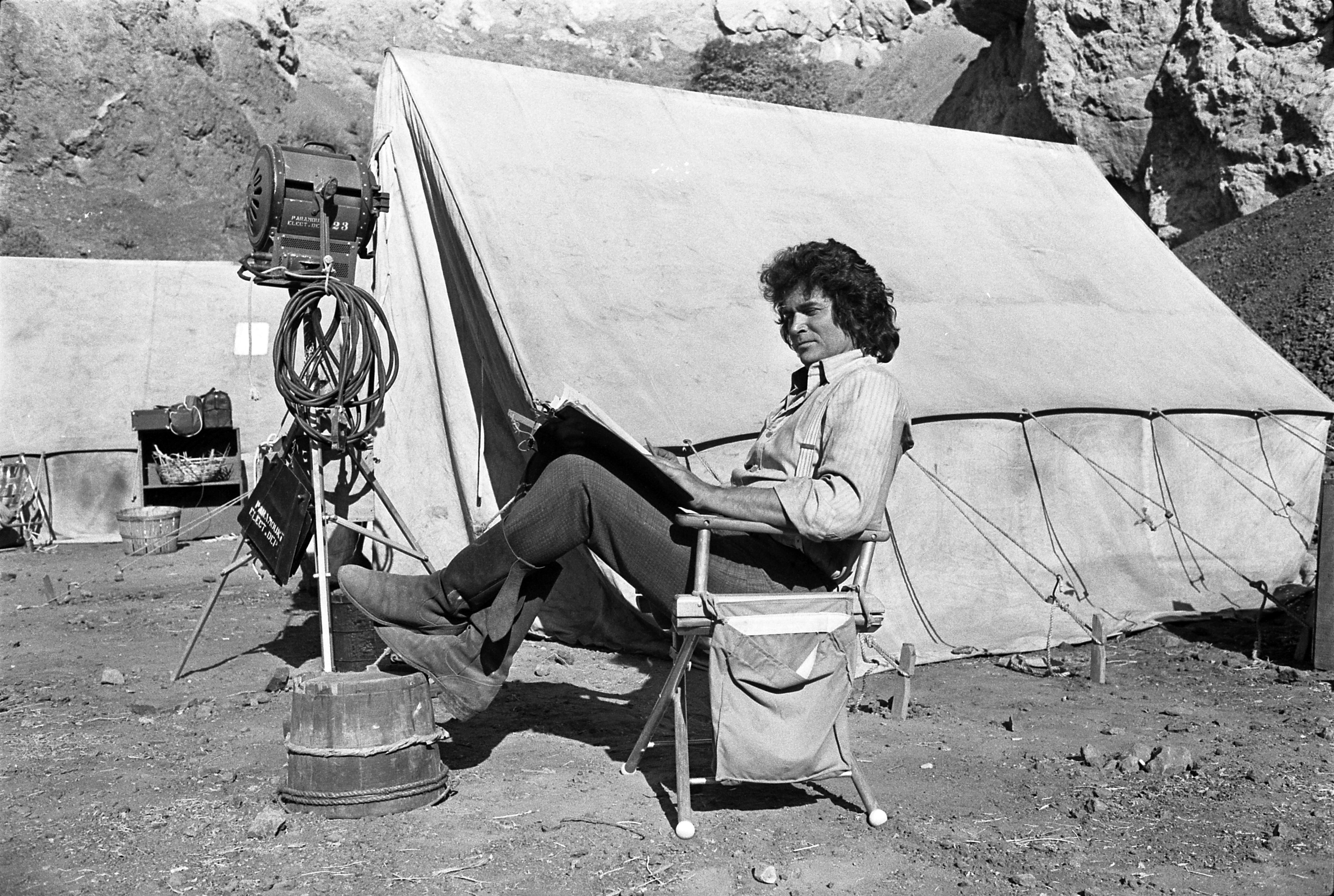
Đạo diễn Michael Landon nghiền ngẫm kịch bản trên phim trường, ngày 20 tháng 12 năm 1976.

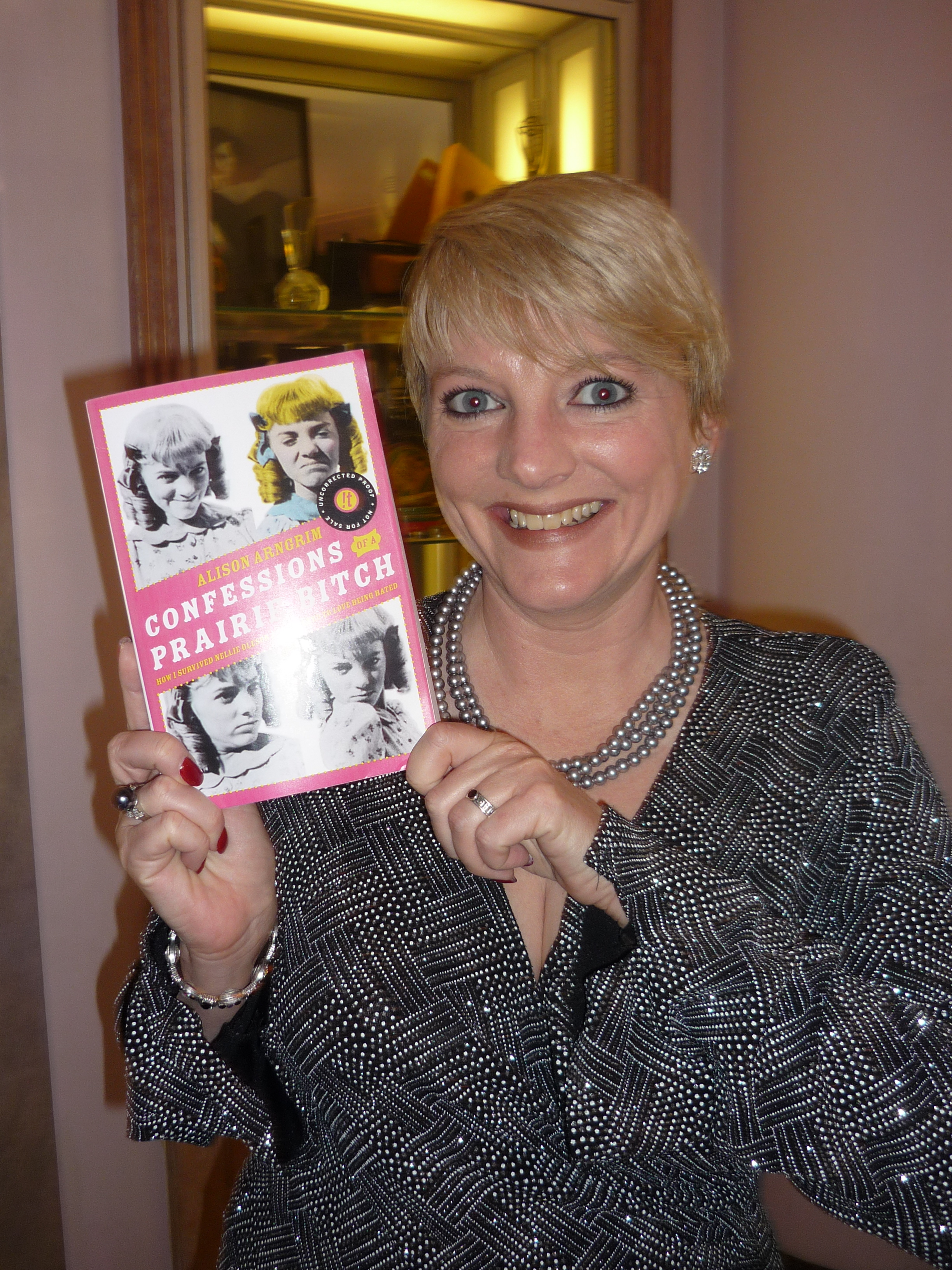
Nữ tài tử Alison Arngrim tháng 05 năm 2010.

- Năm 1976, vai Caroline Quiner Ingalls ban đầu được giao cho nữ tài tử vô danh Hersha Parady, nhưng ở phút chót đạo diễn Michael Landon chuyển cho minh tinh sân khấu Karen Grassle. Tuy nhiên, ông an ủi bà bằng vai nhỏ là chị họ Eliza Anne Ingalls xuất hiện thoảng qua ở tập 01. Sang năm 1977, Hersha Parady tái xuất với vai chị láng giềng Alice Garvey. Cái chết của nhân vật Alice gây bao tiếc nuối cho khán giả, nhưng đồng thời vai diễn này đưa bà Hersha Parady tới đỉnh cao sự nghiệp. Bà đặt tên con là Jonathan theo nhân vật Jonathan Garvey trong phim.
- Nhân vật bà chủ tiệm tạp hóa bẳn gắt Harriet Oleson đem lại vinh quang quốc tế cho nữ tài tử sân khấu ít tiếng tăm Katherine MacGregor, vậy nhưng ở tập cuối bà lại không thể tham gia được vì còn bận sang Ấn Độ dự lễ hội Hindu.
- Quá trình quay phim gây mối thâm tình bền vững giữa đạo diễn Michael Landon và nữ tài tử Melissa Gilbert. Ông nhận cô làm con nuôi để bù đắp những thiếu thốn tình cảm ruột thịt của cô.
- Nhân vật Willie Oleson thường xuyên bị đứng góc lớp (bên trái bục giảng) vì tội nói leo, tới mức cậu ta coi đó là chỗ dành riêng cho mình. Trong phim, Willie thường gây hiềm khích với Mary và Laura, nhưng ngoài đời tài tử Jonathan Gilbert là em ruột minh tinh Melissa Gilbert.
- Trong các cuộc phỏng vấn của truyền thông, nữ minh tinh Alison Arngrim thừa nhận việc tham gia Ngôi nhà nhỏ trên thảo nguyên đã cứu cuộc đời bà khỏi trạng thái trầm cảm lâu dài. Bà quyết định dành cả đời làm thiện nguyện và công tác xã hội.
- Vai Caroline Quiner Ingalls tuy chưa phải hàng đầu trong đời diễn xuất của nữ minh tinh Karen Grassle nhưng là đặc điểm hầu như duy nhất để khán giả bao thế hệ còn nhắc tới bà. Năm 2020, Karen Grassle mượn hình ảnh tích cực này để lập kênh YouTube chuyên đọc sách cho thiếu nhi hằng đêm.
- Vai Carrie và Grace đều do các chị em sinh đôi thay nhau đảm nhiệm vì tuổi nhân vật quá bé khiến một diễn viên không thể gánh nổi.
- Nhà biên kịch đã khéo cài nhiều nhân vật và tình tiết có thật trong lịch sử Mỹ vào bộ phim, khiến càng về sau không thuần túy chỉ là chuyển thể nữa mà khái quát hóa một giai đoạn vô cùng sôi động của xã hội Mỹ. Từ anh em Jesse-Frank James và Robert Ford (thành bạn học Mary Ingalls) tới ông trùm KFC Harland David Sanders (trong cảnh bị bà Oleson hắt hủi khi ghé ngang Walnut Grove để quảng bá công thức gà rán mà ông vừa nghĩ ra).
- Sau khi Ngôi nhà nhỏ trên thảo nguyên đóng máy, những ý niệm về Thiên Chúa và đức tin trong bộ phim này đã trở thành cơ sở để đạo diễn Michael Landon thực hiện loạt phim mới có nhan đề Đường tới thiên đàng cũng rất thành công.

### Ảnh hưởng

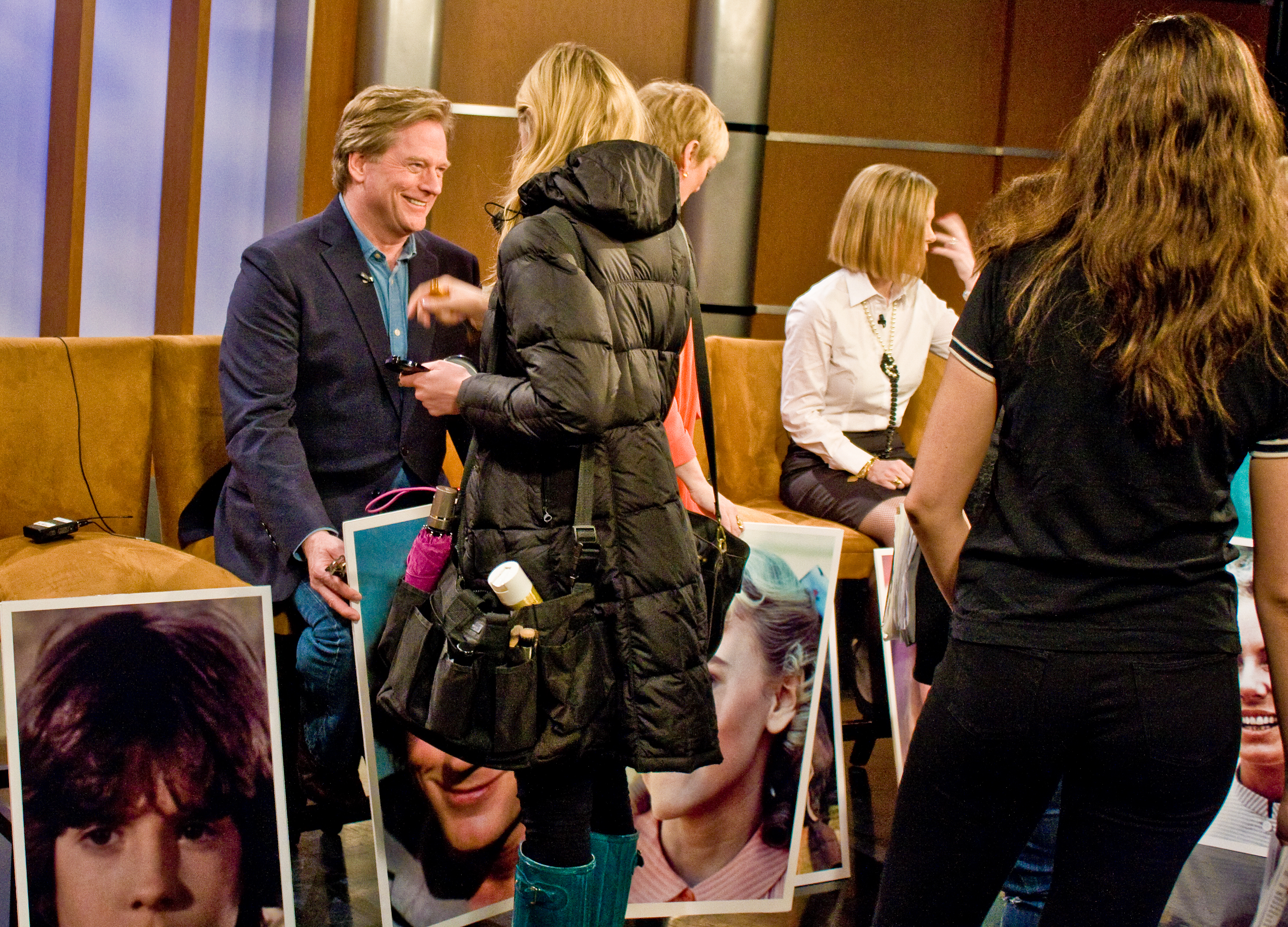
Hội ngộ "Almanzo Wilder" Dean Butler trên kênh Fox 5 ngày 30 tháng 04 năm 2014.

Kể từ năm 1983 cho tới thời điểm 2020, Ngôi nhà nhỏ trên thảo nguyên đứng nguyên vị trí là xuất phẩm điện ảnh truyền hình có nhân sự hùng hậu nhất thế giới, tuy rằng chi phí sản xuất và phương tiện kĩ thuật bấy giờ còn rất hạn chế.
Tuy nhiên, sự thành công lớn nhất của bộ phim vẫn là cảm xúc dành cho khán giả giữa bối cảnh thế giới (đặc biệt là Mỹ) tang thương vì chiến tranh, xung đột sắc tộc và tín ngưỡng. Phim tiếp cận cuộc đời bằng cái nhìn chậm rãi, đậm tính chiêm nghiệm và cố ý khắc họa một giai đoạn lịch sử hào hùng của nước Mỹ. Giới phê bình cũng chỉ trích bộ phim thi vị hóa cuộc đấu tranh sắc tộc, chính kiến và thuần hóa thiên nhiên ở Mỹ thế kỷ XIX mà trong thực tế khắc nghiệt gấp bội phần.
Trong lĩnh vực giải trí Mỹ đương đại, bộ phim mở ra công thức mới trong chế tác phim về chủ đề gia đình, bằng hữu, thời trang và du lịch. Hình ảnh thiên nhiên hoang dã với những con người chân chất trở thành một trào lưu sản xuất điện ảnh truyền hình thượng phong hoàn cầu suốt những năm cuối thế kỷ XX.
Đối với các nhân vật góp mặt từ ít tới nhiều trong bộ phim, việc được tham gia đã là vinh dự trọn đời. Một số tài tử thậm chí soạn hồi ký kể lại những ngày làm việc trên trường quay Ngôi nhà nhỏ trên thảo nguyên, có những người cả đời không thoát khỏi cái bóng của vai diễn trong xuất phẩm này. Hầu như năm nào các kênh truyền hình Bắc Mỹ cũng mở chương trình hội ngộ dàn diễn viên Ngôi nhà nhỏ trên thảo nguyên để đáp ứng thị hiếu của đông đảo người hâm mộ.
| Bắc Mĩ | Bắc Mĩ                         | No. of episodes | Originally aired | DVD release dates | DVD release dates              | Remastered DVD & Blu-ray release date             | Digital Copy release date |
| Bắc Mĩ | Bắc Mĩ                         | No. of episodes | Originally aired | Region 1          | Region 2                       | Region 1                                          | Region 1                  |
| ------ | ------------------------------ | --------------- | ---------------- | ----------------- | ------------------------------ | ------------------------------------------------- | ------------------------- |
|        | Season 1                       | 24              | 1974–1975        | July 8, 2003      | July 25, 2005                  | March 25, 2014                                    | March 25, 2014            |
|        | Season 2                       | 22              | 1975–1976        | July 8, 2003      | March 27, 2006                 | May 6, 2014                                       | May 6, 2014               |
|        | Season 3                       | 22              | 1976–1977        | November 4, 2003  | March 10, 2008                 | September 9, 2014                                 | September 9, 2014         |
|        | Season 4                       | 22              | 1977–1978        | February 17, 2004 | May 26, 2008                   | January 20, 2015                                  | September 9, 2014         |
|        | Season 5                       | 24              | 1978–1979        | June 29, 2004     | August 4, 2008                 | April 14, 2015                                    | September 9, 2014         |
|        | Season 6                       | 24              | 1979–1980        | October 26, 2004  | May 3, 2010                    | July 14, 2015                                     | September 9, 2014         |
|        | Season 7                       | 22              | 1980–1981        | February 15, 2005 | July 17, 2010                  | October 6, 2015 (DVD) December 22, 2015 (Blu-ray) | September 9, 2014         |
|        | Season 8                       | 22              | 1981–1982        | June 14, 2005     | March 20, 2011                 | January 19, 2016 (DVD) March 22, 2016 (Blu-ray)   | September 9, 2014         |
|        | Season 9                       | 22              | 1982–1983        | November 1, 2005  | January 20, 2012               | April 19, 2016                                    | September 9, 2014         |
|        | 3-Movie Box Set                | 3 movies        | 1983–1984        | November 28, 2006 | None (but is in Complete set)  | September 13, 2016 (DVD only)                     | September 13, 2016        |
|        | The Complete Television Series | 204             | 1974–1984        | November 11, 2008 | October 7, 2015 (Dutch import) | October 6, 2015 (DVD only)                        | September 9, 2014         |

| Úc châu          | Úc châu                | Úc châu            | Úc châu                                           | Úc châu           | Úc châu             |
| DVD Title        | Magna Pacific Releases | Universal Releases |                                                   | DVD Title         | Via Vision Releases |
| ---------------- | ---------------------- | ------------------ | ------------------------------------------------- | ----------------- | ------------------- |
| Season 1: Part 1 | October 22, 2004       | March 8, 2008      | Season One (Uncut & Digitally Remastered)         | May 6, 2015       |                     |
| Season 1: Part 2 | October 22, 2004       | March 8, 2008      | Season Two (Uncut & Digitally Remastered)         | May 6, 2015       |                     |
| Season 2: Part 1 | November 12, 2004      | March 8, 2008      | Season Three (Uncut & Digitally Remastered)       | May 6, 2015       |                     |
| Season 2: part 2 | November 12, 2004      | March 8, 2008      | Season Four (Uncut & Digitally Remastered)        | June 10, 2015     |                     |
| Season 3: part 1 |                        | April 29, 2008     | Season Five (Uncut & Digitally Remastered)        | August 5, 2015    |                     |
| Season 3: part 2 |                        | April 29, 2008     | Season Six (Uncut & Digitally Remastered)         | October 14, 2015  |                     |
| Season 4: Part 1 |                        | July 1, 2008       | Season Seven (Uncut & Digitally Remastered)       | November 18, 2015 |                     |
| Season 4: Part 2 |                        | July 1, 2008       | Season Eight (Uncut & Digitally Remastered)       | March 6, 2016     |                     |
| Season 5: Part 1 |                        | October 1, 2008    | Season Nine (Uncut & Digitally Remastered)        | April 20, 2016    |                     |
| Season 5: Part 2 |                        | October 1, 2008    | Complete Collection (49-Discs)                    | November 2, 2016  |                     |
| Season 6: Part 1 |                        | April 22, 2009     | The Ultimate Walnut Grove Collection (50-Discs)   | April 11, 2018    |                     |
| Season 6: Part 2 |                        | April 22, 2009     | The Complete Series (Deluxe Edition) (Remastered) | November 18, 2020 |                     |
| Season 7: Part 1 |                        | May 5, 2010        |                                                   |                   |                     |
| Season 7: Part 2 |                        | May 5, 2010        |                                                   |                   |                     |
| Season 8: Part 1 |                        | March 30, 2011     |                                                   |                   |                     |
| Season 8: Part 2 |                        | March 30, 2011     |                                                   |                   |                     |
| Season 9: Part 1 |                        | May 2, 2012        |                                                   |                   |                     |
| Season 9: Part 2 |                        | May 2, 2012        |                                                   |                   |                     |

Tại Việt Nam, theo kí giả Lê Quang Thanh Tâm, có thông tin rằng, ngay từ năm 1975, ban giám đốc Đài Truyền hình Quốc gia Việt Nam Cộng hòa đã chuẩn bị xong thủ tục mua bản quyền phát sóng loạt phim Ngôi nhà nhỏ trên thảo nguyên. Tuy nhiên, do quốc nạn 30 tháng 04 cắt ngang nên việc này không kịp thực hiện.
Mãi hai chục năm sau, Ngôi nhà nhỏ trên thảo nguyên mới được Đài Truyền hình Việt Nam mua bản quyền công chiếu ở khung 18:00 những năm 1996-7 trên kênh VTV1 (từ 1998 tách thành VTV1 và VTV3), qua giọng thuyết minh Kim Tiến và Minh Trí. Bộ phim chóng chiếm được cảm tình của khán giả Việt Nam bởi nội dung tương đối thiết thực với bối cảnh xã hội Việt Nam thập niên 1990, từ truyện gia đình tới truyện học đường, từ việc mưu sinh tới việc hôn nhân. Sau khi phim chiếu tập cuối, thể thư yêu cầu của số đông khán giả, Đài Truyền hình Việt Nam phải tái thương lượng với đối tác Mỹ để chiếu lần nữa ở khung 10:00 hàng ngày, trừ thứ Bảy và Chủ Nhật.
Bộ phim Ngôi nhà nhỏ trên thảo nguyên cũng mở đầu thời kì dòng phim gia đình Bắc Mỹ và Úc châu áp đảo trên sóng truyền hình Việt Nam gần hai thập niên.
Năm 2018, Công ty Trách nhiệm hữu hạn Truyền thông Purpose tiến hành mua bản quyền 10 năm để phát liên tục trên các kênh HTV3 - DreamsTV và VTC3 dưới dạng lồng tiếng Nam Bộ.
Vào năm 2020, hãng NBC đã tiến hành công tác phục chế chất lượng băng gốc rồi đẩy lên định dạng 4K để đem lại cảm giác hoàn toàn mới mẻ sinh động cho lớp khán giả trẻ.

### Vinh dự
- 1976: TP de Oro, Tây Ban Nha, Mejor Actriz Extranjera (Best Foreign Actress), Karen Grassle [10]
- 1978: Emmy Award for Outstanding Cinematography in Entertainment Programming for a Series, Ted Voigtlander, episode "The Fighter"[11]
- 1979: Emmy Award for Outstanding Cinematography for a Series, Ted Voigtlander, episode "The Craftsman"[11]
- 1979: Emmy Award for Outstanding Music Composition for a Series, David Rose, episode "The Craftsman"
- 1980: TP de Oro, Tây Ban Nha, Mejor Actriz Extranjera (Best Foreign Actress), Melissa Sue Anderson [12]
- 1981: Western Writers of America Spur Award for Best TV Script, Michael Landon, episode "May We Make Them Proud"
- 1982: Emmy Award for Outstanding Achievement in Music Composition for a Series (Dramatic Underscore), David Rose, episode "He Was Only Twelve" (Part 2)
- 1983: Young Artist Award for Best Young Actress in a Drama Series, Melissa Gilbert
- 1984: Young Artist Award for Best Young Actress in a Drama Series, Melissa Gilbert